# Liste der Straßen und Plätze in Kiel/X–Z

## Y

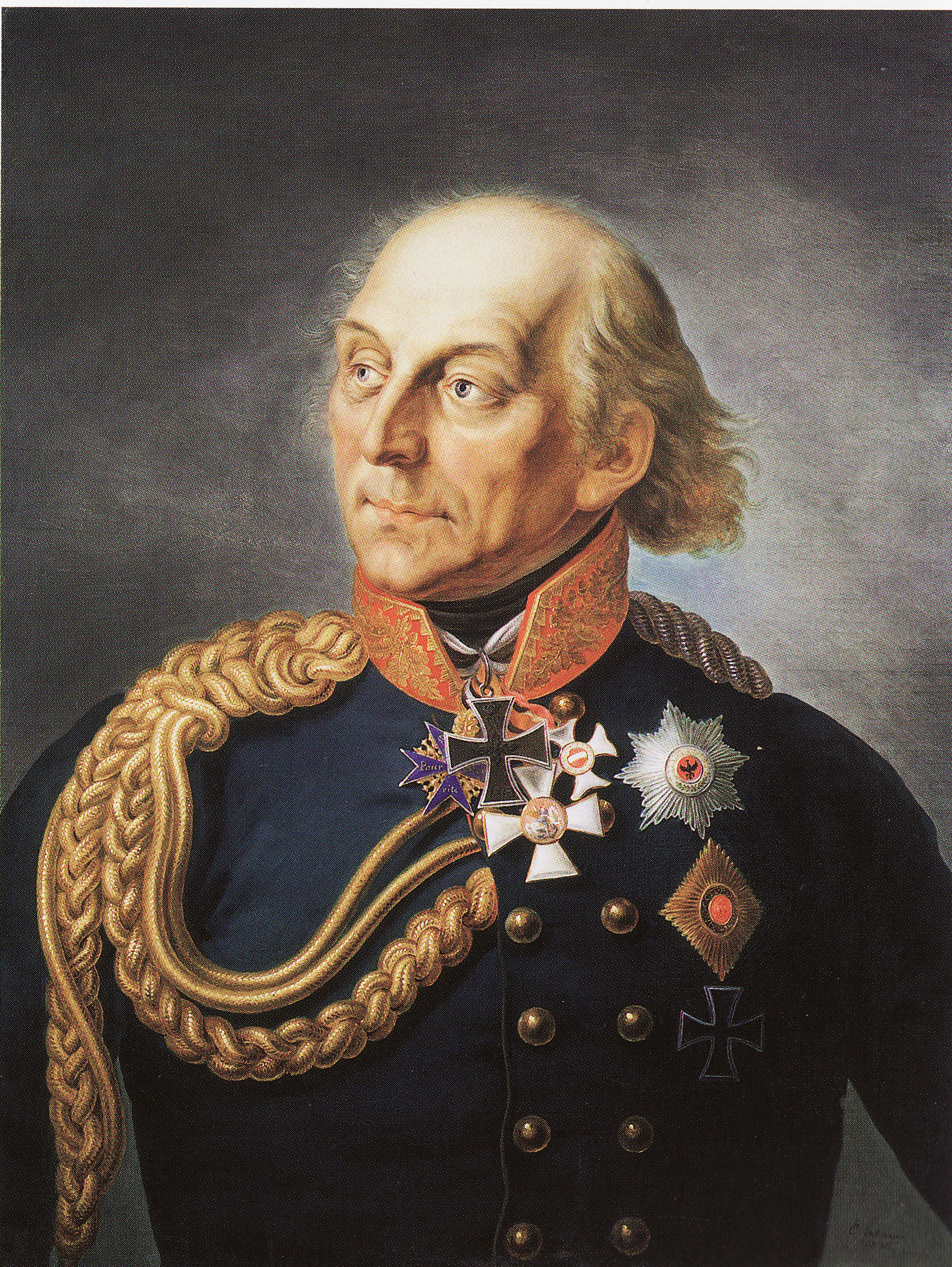
Ludwig Graf Yorck von Wartenburg

Yorckstraße, Blücherplatz
1904 nach Ludwig Graf Yorck von Wartenburg benannt.

## Za

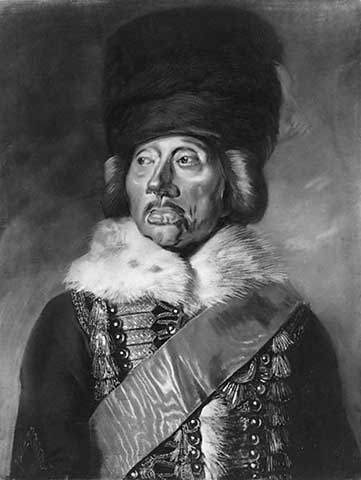
Hans Joachim von Zieten

Zastrowstraße, Südfriedhof
1902 nach Heinrich Adolf von Zastrow benannt.
Zehlendorfer Straße, Russee
1984 nach dem (ehemaligen) Verwaltungsbezirk Zehlendorf in Berlin benannt.
Zeppelinring, Kroog
1923 erstmals im Kieler Adressbuch aufgeführt – nach Ferdinand Graf von Zeppelin benannt.
Zeyestraße, Wik
1912 erstmals im Kieler Adressbuch aufgeführt – nach Vizeadmiral Hugo Zeye (1852–1909) benannt.
Ziegeleiweg, Elmschenhagen
1910 im Protokolltext der Gemeinderatssitzung erwähnt, 1911 erstmals im Kieler Adressbuch aufgeführt – nach den ehemaligen dort befindlichen Ziegeleien benannt.
* Ziegeleiwerk II, Elmschenhagen
1911 erstmals im Kieler Adressbuch aufgeführt, 1939 nach der Eingemeindung aufgehoben.
* Ziegeleiwerk III, Elmschenhagen
1910 erstmals im Kieler Adressbuch aufgeführt, 1939 nach der Eingemeindung aufgehoben.
Ziegelkoppel, Hasseldieksdamm
1977 erstmals im Kieler Adressbuch aufgeführt, 1994 im amtlichen Kieler Stadtplan als Wohnplatz aufgeführt (Häuser 1–7).
Ziegelteich, Vorstadt
1869 wurde der Name festgelegt – nach dem Ziegelteich der Nikolaikirche benannt.
Ziethenstraße, Blücherplatz
1937 nach Hans Joachim von Ziehten benannt.
* Zoppoter Winkel, Wellingdorf
1938 nach der Stadt Zoppot benannt, 1949 im Krieg stark zerstört, unbewohnt, 1959 nicht mehr im Adressbuch aufgeführt, Straße existiert nicht mehr.

## Zum
Zum Badestrand, Pries
1936 wurde der Name für den Weg zum Falckensteiner Strand festgelegt, 1993 die Straße Zum Badestrand wurde unter Beschränkung der Widmung für den Fußgängerverkehr als öffentliche Verkehrsfläche eingezogen.
Zum Brook,  Gaarden-Süd, Südfriedhof
vor 1972 Endteil der Alten Lübecker Chaussee – siehe Karte von 1789, 1972 die Straße wurde nach einem Flurnamen in Zum Brook umbenannt.

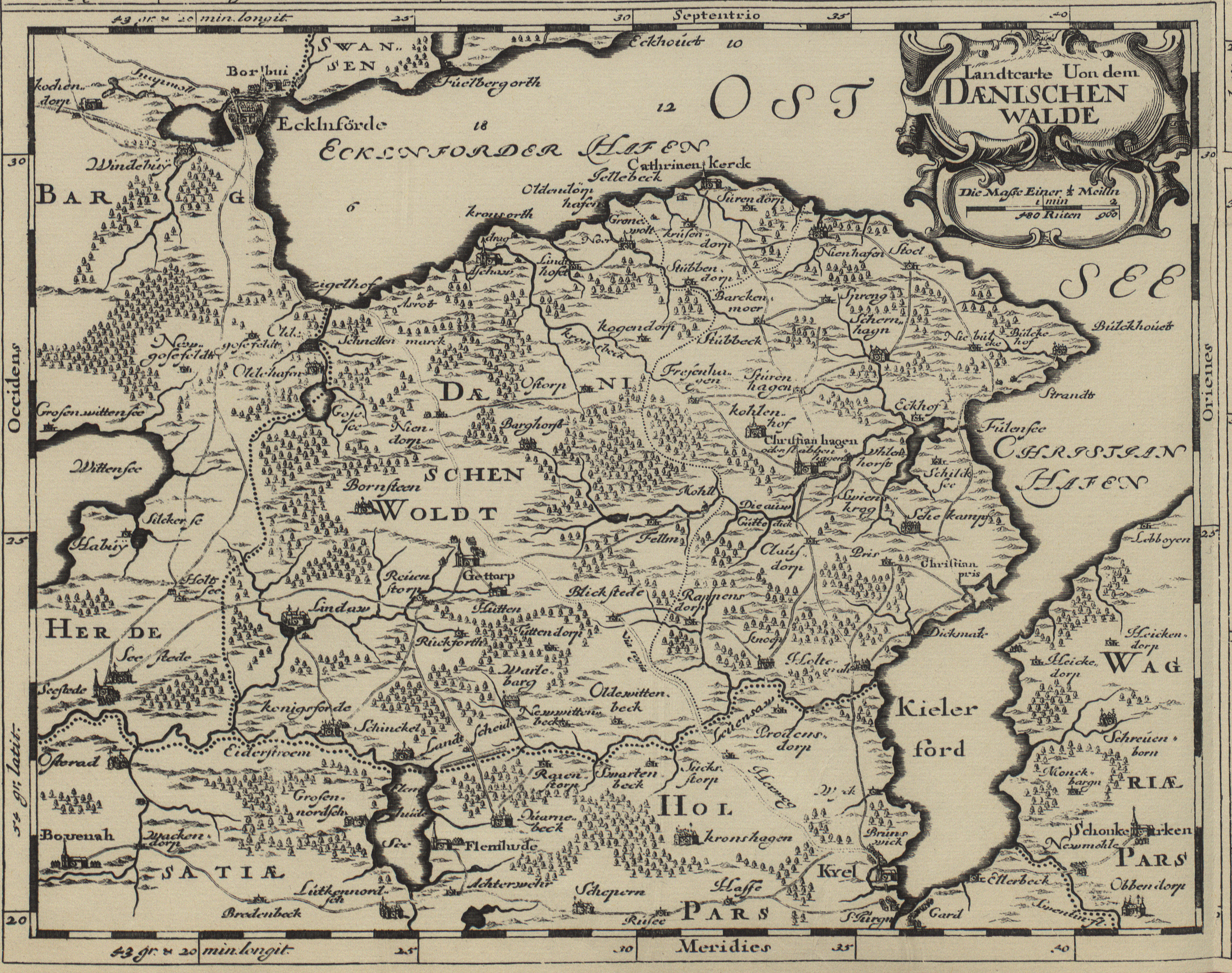
Karte des Dänischen Wohld von 1652

Zum Dänischen Wohld, Pries, Friedrichsort
1989 nach dem Dänischen Wohld benannt.
Zum Eichhornbaum, Meimersdorf
2005 wurde der Name nach heimischer Fauna festgelegt.
Zum Forst, Wellsee, Rönne
1967 als Forstweg angelegt, 1968 wurde die Straße Schusterberg in den Forstweg einbezogen, 1971 wurde die Straße Forstweg nach der Eingemeindung Wellsees und Rönnes nach Kiel in Zum Forst umbenannt.
* Zum Hindenburgufer, Düsternbrook
1936 wurde für den Verbindungsweg zum Hindenburgufer der Name festgelegt, 1947 wurde der Weg in Bernhard-Harms-Weg umbenannt.
Zum Kesselort, Neumühlen-Dietrichsdorf
1999 wurde der Name nach einer Flurbezeichnung festgelegt.
* Zum Klausdorfer Weg, Ellerbek
1936 wurde der Name festgelegt und  1939 aufgehoben.
* Zum Kuhfelde, Altstadt
1554 im Kieler Erbebuch erwähnt, 1835 erstmals im Kieler Adressbuch aufgeführt, 1925 in Kuhfeld umbenannt, 1934 wieder Zum Kuhfelde, 1977 nicht mehr im Adressbuch aufgeführt, die Straße existiert nicht mehr.
* Zum Oberland, Holtenau
2006 wurde der Name festgelegt. Straße zum geographisch höher gelegenen Oberland des Militärgeländes Kiel-Holtenau, siehe auch Heliport Kiel-Holtenau (Unterland). 2007 wurde die Straße in die Strandstraße einbezogen.
Zum Schlüsbeker Moor, Schlüsbek
als Teilstück des Barkauer Weges angelegt, 1949 erstmals im Kieler Adressbuch aufgeführt, 1971 in Zum Schlüsbeker Moor umbenannt – Straße zum Schlüsbeker Moor.
* Zum Tannenberg, Suchsdorf
1955 erstmals im Kieler Adressbuch aufgeführt, 1958 wurde die Straße in den Suchsdorfer Weg einbezogen.
Zum Wasserturm, Holtenau
1936 wurde der Name für den Weg vom Schusterkrug zum Wasserturm festgelegt.

## Zur

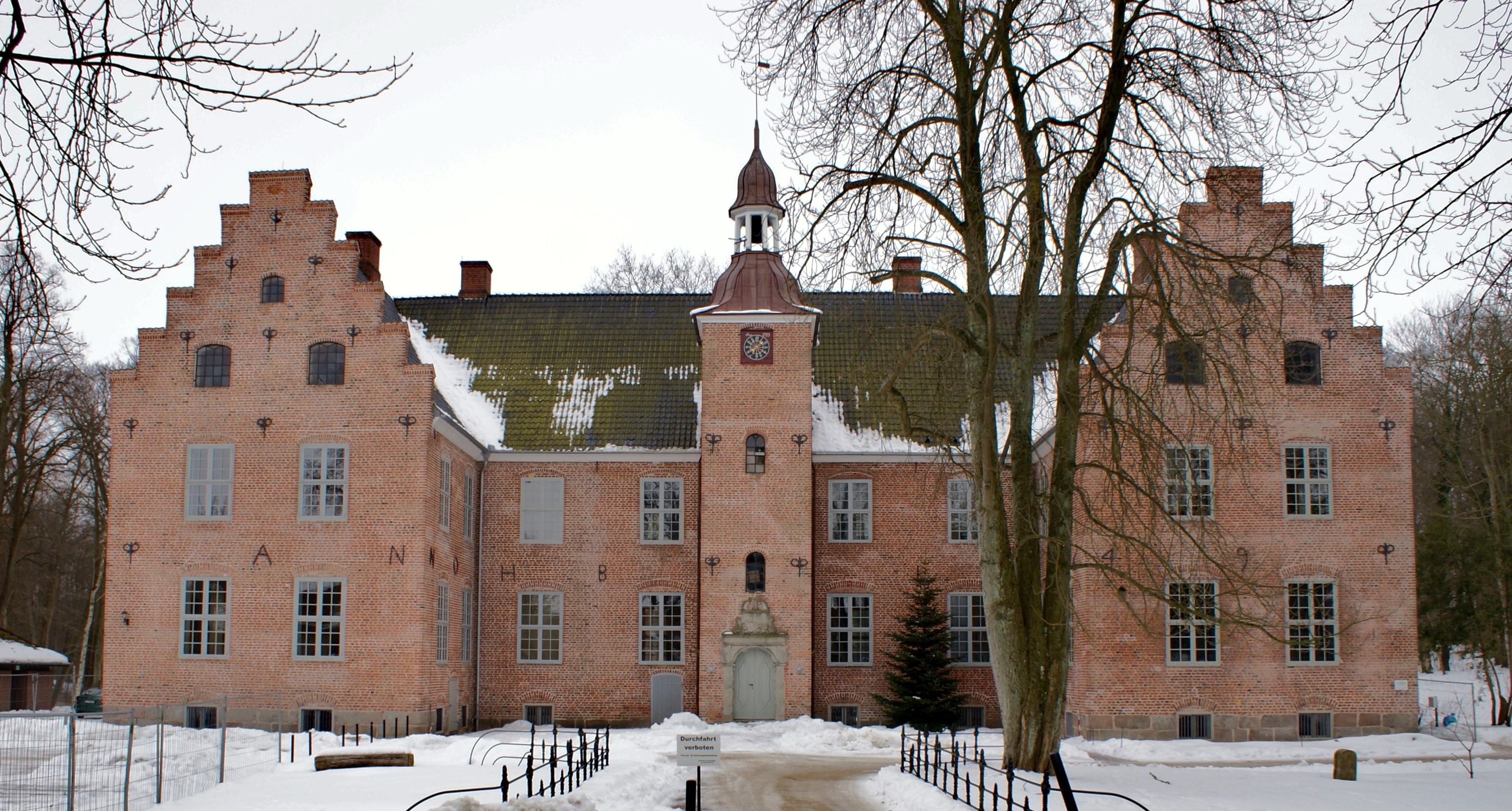
Schloss Hagen, Hofansicht

Zur Dachshöhe, Meimersdorf
2005 wurde der Name nach heimischer Fauna festgelegt.
* Zur Dubenhorstkoppel, Schreventeich
als Dubenhorstkoppel angelegt, 1925 erstmals im Kieler Adressbuch aufgeführt, 1936 nach einer alten Flurbezeichnung in Zur Dubenhorstkoppel umbenannt, 1985 in den Kronshagener Weg einbezogen.
Zur Fähre, Gaarden-Ost
1908 wurde der Name festgelegt, 1923 in Weg zur Fähre umbenannt, 1936 wieder in Zur Fähre umbenannt – Weg zur Gaardener Fähre.
Zur Hagener Straße, Wellingdorf
1936 nach dem Gut Hagen in der Probstei benannt.
Zur Helling, Gaarden-Ost
2001 wurde der Name festgelegt, neben Ortsbezeichnungen erinnern auch Berufe an die Geschichte des Kai-City Geländes.
* Zur Hochbrücke, Wik, Holtenau
1919 als Friedrichsorter Straße angelegt, 1925 in Zur Hochbrücke umbenannt, 1955 in Prinz-Heinrich-Straße umbenannt.
Zur Kanalinsel, Steenbek-Projensdorf
1936 wurde der Name festgelegt, nach der nahegelegenen Insel im Nord-Ostsee-Kanal benannt.
Zur Russeer Au, Russee
1999 wurde der Name festgelegt – der Name stellt die örtlichen und topographischen Gegebenheiten dar.
* Zur Weiche, Suchsdorf
als Kanalweiche angelegt, 1955 erstmals im Kieler Adressbuch aufgeführt, 1959 in Zur Weiche umbenannt – Straße zur Ausweichstelle des Nord-Ostsee-Kanals.
Zur Wilsau, Rönne
als Raisdorfer Weg angelegt, 1961 im Protokolltext erwähnt, 1971 wurde der Raisdorfer Weg nach einer alten Flurbezeichnung in Zur Wilsau umbenannt.